# IPhone 8
iPhone 8 і iPhone 8 Plus — смартфони із серії iPhone, розробляються компанією Apple Inc., працюють на операційній системі IOS 11. Смартфон є наступником IPhone 7 і одинадцятим поколінням iPhone.
Реліз відбувся 12 вересня 2017 року, продажі стартували 22 вересня. Поставки нової моделі iPhone 8 було перенесено від запланованої спочатку дати через труднощі у виробництві OLED-панелей для екранів.
В квітні 2018 року в рамках благодійної кампанії RED була представлена версія в яскраво-червоному кольорі.
В «Apple» вирішили відійти від традиції називати смартфони із літерою, перейшовши відразу до iPhone 8. iPhone 8 — ювілейна модель, оскільки перший iPhone був випущений 10 років тому у 2007 році.

## Хронологія моделей iPhone
| Хронологія моделей iPhone                   |
| ------------------------------------------- |
| Див. також: Хронологія продуктів Apple Inc. |

Джерело: Apple Newsroom Archive